# حاجییسکو
حاجییسکو (به لاتین: Hadzhiysko) یک منطقهٔ مسکونی در بلغارستان است که در شهرستان کیرکوفو واقع شده‌است.